# Acacia latescens
Acacia latescens — вид квіткових рослин з родини бобових. Ареал: Австралія (Північна територія).

## Середовище
Росте в евкаліптових відкритих лісах.

## Біоморфологічна характеристика
Це дерево заввишки від 4 до 9 метрів. Його кора коричнева і тріщиниста. Гладкі гілочки ребристі, прилистки спадають. Гладкі філодії вигнуті, мають довжину 80–260 мм і ширину 4–18 мм; вони мають дві первинні жилки (іноді 1 або 3), а вторинна може бути косою; основа поступово звужується, але вершина гостра. Пазушні суцвіття — китиці або волоті, по 4–11 головок у китиці. Біло-кремові головки кулясті, 4–6 мм завширшки. Сіруваті стручки (50–210 мм завдовжки і 11–20 мм завширшки) прямі, підняті над насінням зі злегка потовщеним краєм. Насіння від темно-коричневого до чорного (9–10 мм завдовжки і 5–7 мм завширшки) розташоване в стручку похило. Цвіте з квітня по липень, плодоносить з серпня по січень.